# Baku Cup 2012
Il Baku Cup 2012 è stato un torneo femminile di tennis giocato sul cemento. È stata la 2ª edizione del torneo che fa parte della categoria International nell'ambito del WTA Tour 2012. Si è giocato a Baku in Azerbaigian dal 21 al 28 luglio 2012.

## Partecipanti

### Teste di serie
| Giocatrice         | Nazionalità | Ranking* | Testa di serie |
| ------------------ | ----------- | -------- | -------------- |
| Ksenija Pervak     | Kazakistan  | 58       | 1              |
| Aleksandra Panova  | Russia      | 75       | 2              |
| Mandy Minella      | Lussemburgo | 78       | 3              |
| Andrea Hlaváčková  | Rep. Ceca   | 88       | 4              |
| Bojana Jovanovski  | Serbia      | 95       | 5              |
| Nina Bratčikova    | Russia      | 99       | 6              |
| Akgul Amanmuradova | Uzbekistan  | 101      | 7              |
| Eva Birnerová      | Rep. Ceca   | 108      | 8              |

* Ranking al 16 luglio 2012.

### Altre partecipanti
Giocatrici che hanno ricevuto una Wild card:
- Kamilla Farhad
- Varvara Flink
- Ekaterine Gorgodze

Giocatrici passate dalle qualificazioni:

- Sacha Jones
- Aleksandra Krunić
- Valerija Solov'ëva
- Wang Qiang

## Campionesse

### Singolare
Bojana Jovanovski ha battuto in finale  Julia Cohen con il punteggio di 6-3, 6-1.
- È il primo titolo WTA in carriera per Bojana Jovanovski.

### Doppio
Iryna Burjačok /  Valerija Solov'ëva hanno battuto in finale  Eva Birnerová /  Alberta Brianti con il punteggio di 6-3, 6-2.